# 王丽影
王丽影（1966年—），山东黄县人，汉族，中华人民共和国政治人物、第十二届全国人民代表大会吉林地区代表。
毕业于中央广播电视大学现代金融专业，現為吉林省金都集团有限公司董事长、都邦财产保险股份有限公司董事長。曾榮獲吉林省勞動模範、吉林省十大女傑、全國傑出創業女性、全國婦聯三八紅旗手等頭銜。
加入中国共产党。2013年，被选为全国人大代表。